# هيو غلاس
هيو جلاس (1783 - 1833) كان صياد فراء أمريكي ومستكشف. ولد هيو في ولاية بنسيلفانيا لأبوين ذوي أصول اسكتلندية - أيرلندية. تعرض هيو للإصابة بوحشية من قبل دب رمادي وترك ليموت من قبل رفاقه. لكنه نجى بعد أن زحف قرابة نحو 200 ميل (320 كم) لمدة أكثر من ستة أسابيع للوصول إلى فورت كيوا في داكوتا الجنوبية
تم تجسيد قصة نجاة هيو غلاس في فلمين من إنتاج هوليوود: رجل في البرية ((Man in the Wilderness (1971)) والعائد من الموت ((العائد (فيلم)(2015))
رغم شعبية القصة إلا أنها محل للشك. أول تسجيل للقصة كان من قبل مجلة أدبية (The Portfolio) صادرة من ولاية فيلاديفيا في عام 1825 . أثارت القصة اهتمام باقي الصحف مما دعاهم لنشر الرواية. لم تحدد  (The Portfolio) هوية الكاتب لكنه خمن فيما بعد أنها لجيمس هال (جيمس هال) أخ محرر المجلة. من المرجح أنه قد تم تنميق وإضافة أحداث لا صحة لها للحادثة هذا إذا كانت الحادثة قد وقعت بالفعل.

## حياة هيو غلاس قبل الحادثة
ولد هيو غلاس لأبوين ذو أصول اسكتلندية - أيرلندية. هاجر والدي هيو من أولستر. حياة هيو يلفها الغموض نظرا لعدم وجود سجلات موثوق منها تحكي سيرة حياته. تزعم رواية أنه قد وقع أسير لدى زعيم قراصنة خليج المكسيك جان لافيت في عام 1816. أرغم  جان لافيت هيو على العمل عنده كقرصان حتى استطاع الفرار بعد عامين، فر هيو حسب الرواية بعد أن قام بالسباحة إلى شواطئ غالفستون. وتزعم رواية أخرى أن قبائل باوني قد أسرت هيو. تشير هذه الرواية أن هيو قد عاش مع الباوني لبضع سنين وتزوج منهم. تستند هذه الرواية على زيارة هيو لسانت لويس برفقة بعض أفراد قبيلة الباوني.

## حملة الجنرال أشلي الإستكشافية 1823
استجاب هيو غلاس لإعلان رآه على جريدة (Missouri Gazette and Public Advertiser). كان الإعلان للعمل لدى شركة روكى ماونتن للفراء (Rocky Mountain Fur Company)  و تحت إمرة الجنرال ويليام هنري اشلي. نادى الجنرال بمئة رجل للمشاركة في حملة لاكتشاف وصيد الفراء على طول نهر ميسوري. إنضم العديد من الرجال لهذه الحملة وكان منهم:
1. جيمس بيكوورث (جيمس بيكورث)
2. جون فيتزجيرالد (John Fitzgerald)

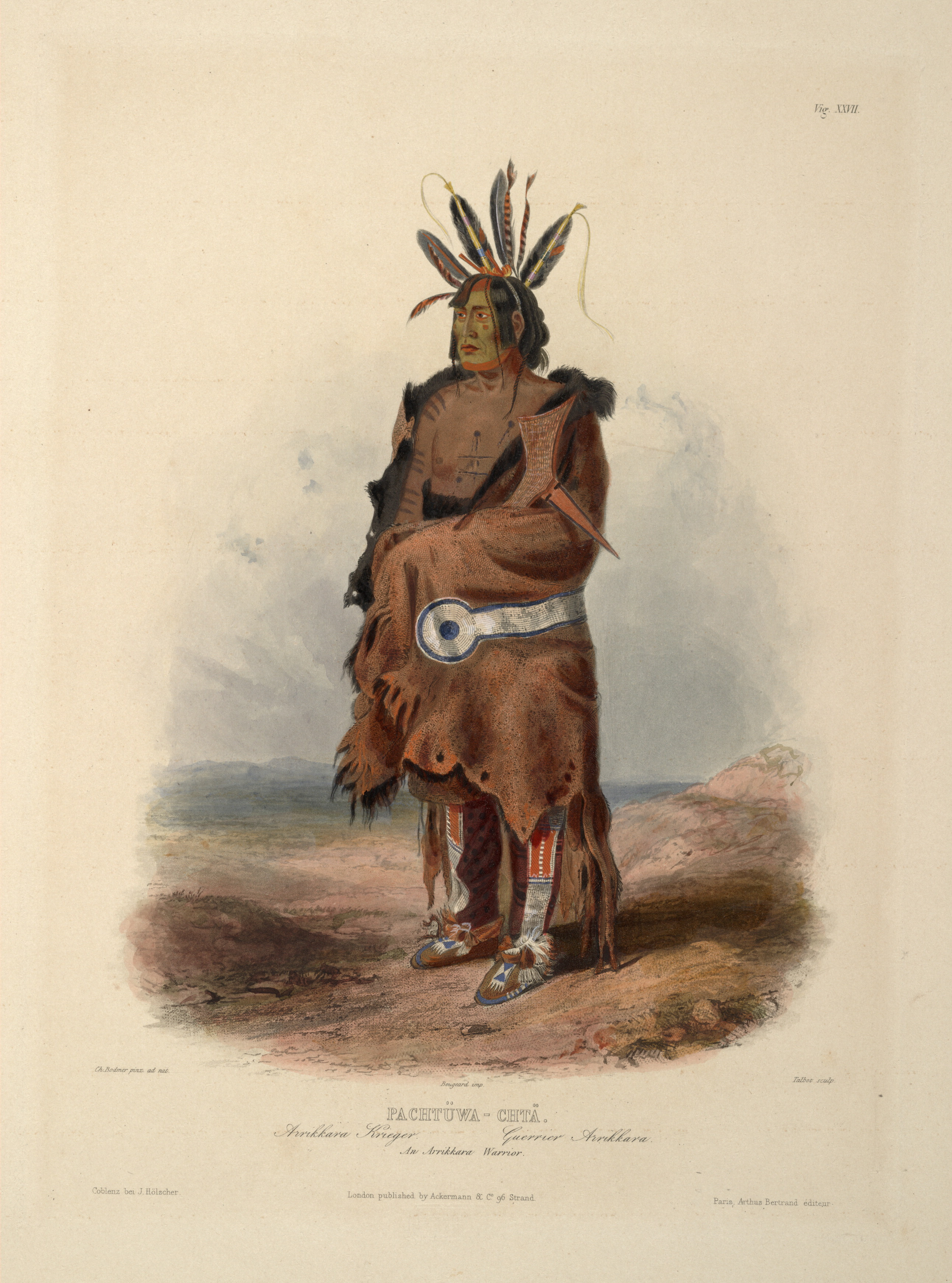
محاربة من قبيلة أريكارا

3. ديفيد إدوارد جاكسون (ديفيد إدوارد جاكسون)
4. جايلز روبرتس (Giles Roberts)
5. وليام سوبليت (William Sublette)
6. جيم بريدجر (جيم بريدغر)
7. توماس فيتزباتريك (توماس فيتزباتريك (مستكشف))
8. جيديدية سميث (جيديدايا سميث)

عرفت مجموع الجنرال آشلي باسم رجال آشلي المئة (Ashley's Hundred)
هاجم أفراد قبيلة أريكارا (Arikara) الحملة الإستكشافية في يونيو 1823 مخلفين العديد من القتلى والجرحى في صفوف رجال الجنرال آشلي. تذكر الرواية أن هيو أصيب في رجله. فر من تبقى من الحملة الإستكشافية بإتجاه نهر يلوستون وكان من بين الذين إستطاعوا الفرار هيو غلاس.

## حادثة الهجوم على هيو من قبل دب أشيب
بالقرب من بحيرة شييد هيل (Shadehill Reservoir) بحث هيو عن فريسة لإصطيادها نظرا للنقص الحاد للطعام بعد تعرض الحملة للهجوم من قبل أفراد قبيلة أريكارا (Arikara). أثناء بحثه توغل مبتعدا عن باقي أفراد الحملة ففوجئ بديسمين وأمهما والذين كانوا من نوع الدب الأشيب. هجمت الأم على هيو فخلفت فيه إصابات بليغة لكن هيو نجى بمساعدة زميليه جون فيتزجيرالد (John Fitzgerald) وجيم بريدجر (جيم بريدغر). قرر الجنرال آشلي أن حالة هيو ميؤؤس منها لذا طلب متطوعين ليبقيا مع هيو حتى مماته ليدفناه في حين تواصل الحملة طريقها. تقدم كل من جون فيتزجيرالد (John Fitzgerald) وجيم بريدجر (جيم بريدغر). واصلت الحملة مسيرتها وبدأ كل من جون فيتزجيرالد (John Fitzgerald) وجيم بريدجر (جيم بريدغر) الحفر. لم يمت هيو غلاس فقر جون وجيم أن تشبث هيو بالحياة قد يودي بهما نظرا لبرودة الجو وشح الموارد وخطر قبيلة الأريكارا (Arikara). تخلى الثنائي عن هيو بعد أن أخذوا كل الأسلحة والذخائر والأدوات. لحق المتطوعان بالحملة وأدعو أن قبيلة لأريكارا (Arikara) قد أغارت عليهم فلم يستطيعوا إلا الفرار وأن هيو قد مات.
بالرغم من إصاباته والتي كانت عبارة عن جروح متقيحة، رجل مكسورة، تمزق عميق في الظهر أدى لظهور أضلاعه تمكن هيو من النجاة. قام هيو بلف نفسه بفراء الدب والذي كان زميلها قد غطياه به ككفن. كما سمح هيو للنغفة بالتغذي على الحم الميت والمصاب كي لا يصاب بالتهاب أو غنغرينا.
كان هيو ملما بتضاريس المنطقة فقام باستعمال تل الرعد (Thunder Butte) كمعلم ليحدد مكانه ووجهته. زحف هيو بإتجاه نهر شايان (Cheyenne River) وتمسك ببعض الخشب ليطفو بإتجاه حصن كيوا (Fort Kiowa). استمرت رحلة هيو ستة أسابيع تغذى فيها على التوت البرية وبعض الجذور. قام هيو أيضا بسرقة جيفة ثور بايسون كان يتغذى منها ذئبان. تذكر بعض الروايات أن أحد الهنود الحمر وجد هيو وقام بخياطة جروحه وأعطاه بعض الطعام والسلاح.

## مطاردة هيو لجيم وجون

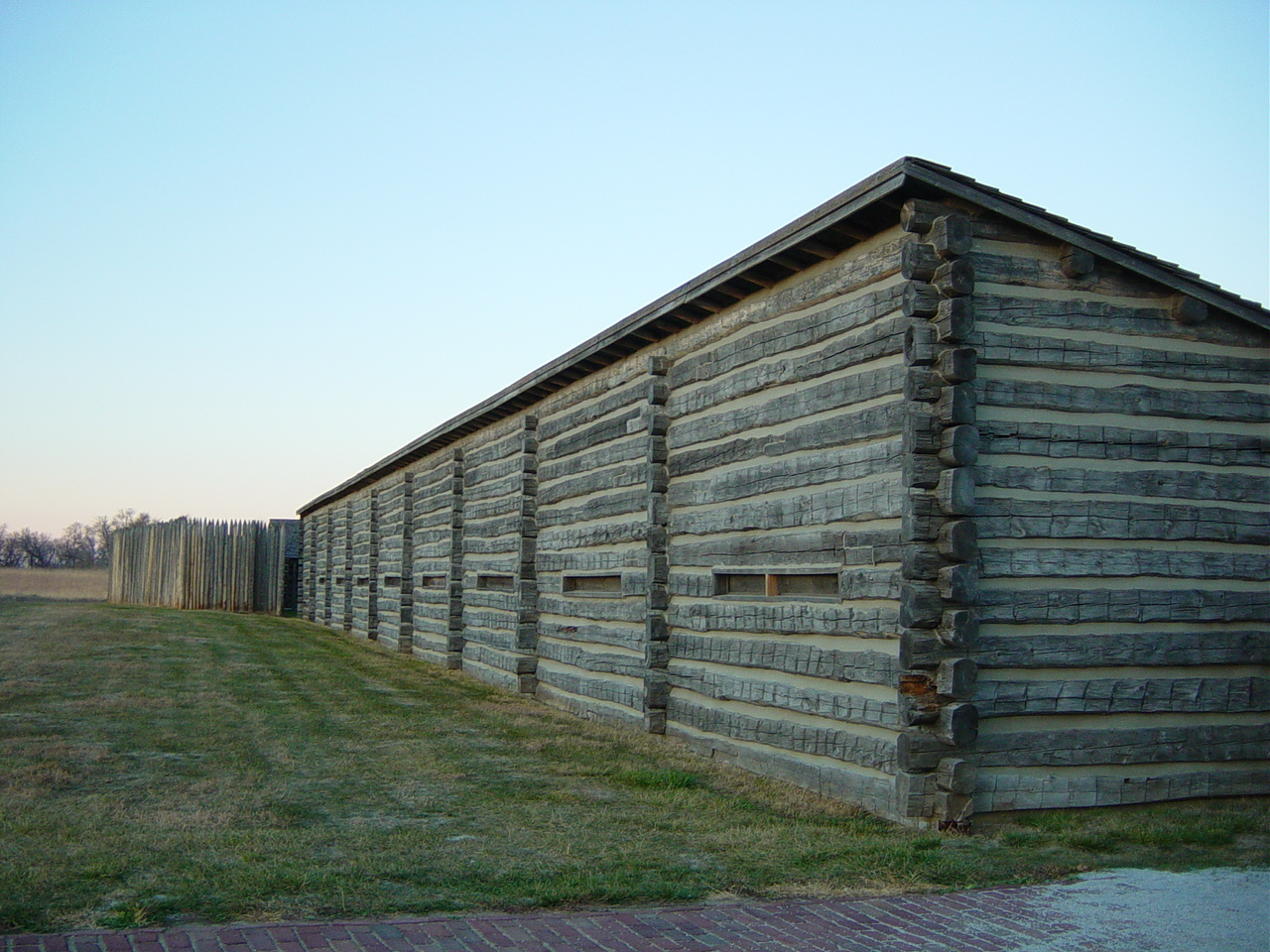
الأسوار الغربية لحصن أتكينسون (معاد بنائها)

بعد أن تعافى هيو من جراحه قرر البحث والانتقام من جون فيتزجيرالد (John Fitzgerald) وجيم بريدجر (جيم بريدغر). إنطلق هيو باحثا عن جيم فعلم أنه أنضم لحملة الرائد أندرو هنري (أندرو هنري) في حصن هينري (Fort Henry ‏) سافر هيو إلى هناك لكنه وجده خاليا.حصل هيو على معلومات تشير بأن الحملة غيرت مخيمها واستقرت عند مصب نهر بيجهورن (Bighorn River). وصل هيو هناك ووجد جيم بريدجر (جيم بريدغر) لكنه غفر له لصغر سنه.
عاد هيو للعمل عند الجنرال اشلي لحين وصول معلومات تفيد بمكان تواجد جون فيتزجيرالد (John Fitzgerald). علم هيو بأن جون قد إنضم للجيش الأمريكي وبأنه موجود في حصن أتيكنسون (Fort Atkinson ‏). ذهب هيو إلى الحصن راغبا في الثائر من جون كونه من حرض جيم على تركه ليموت. وصل هيو إلى حصن أتيكنسون ولكن جون إحتمى بالجيش وقد حذر قائد الحصن هيو بإن التعرض إلى أي فرد من أفراد الجيش سيؤدي لمقتله. لذا طلب هيو من القائد إجبار جون على رد السلاح المسروق. لبى قائد الحصن مطلب هيو وأعطاه مبلغ 300 دولار كتعويض.

## حملة الجنرال آشلي الإستكشافية 1824

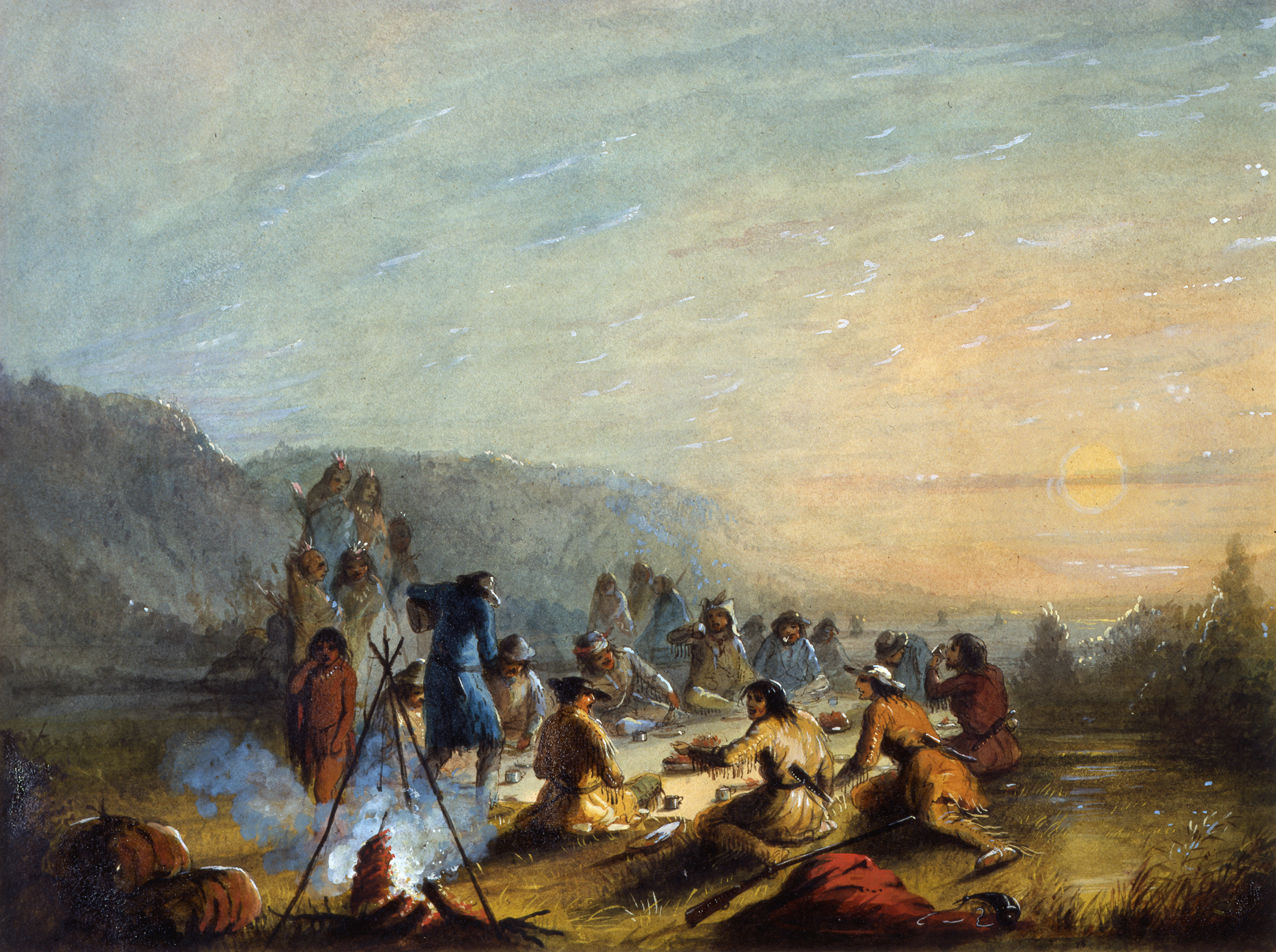

في الفترة ما بين العثور على جون فيتزجيرالد (John Fitzgerald) وجيم بريدجر (جيم بريدغر). أرسل هيو مع أربع من رفاقه لإيصال بريد لحصن أتيكنسون (Fort Atkinson ‏). أبحرت المجموعة من نهر باودير (Powder River) إلى نهر بلات (نهر بلات). من ثم قاموا بصناعة قارب جلدي على طريقة السكان الأصليين وأبحروا إلى أسفل نهر بلات بالقرب من بلاك هييلز. هناك إكتشف هيو ورفاقه وجود 38 كوخ من أكواخ قبيلة أريكارا (Arikara). تعرف قائد القبيلة على هيو وأمر أفراد القبيلة بحسن ضيافة المجموعة.
بينما كان زعيم الأريكارا يدخن مع هيو وزملائه لاحظ هيو أن أفراد القبيلة بدؤا بأخذ معدات المجموعة فأدرك بأنهم وقعوا في فخ. سارع هيو بالفرار وأبتعد عن المجموعة في حين قتل فردان وفر الآخران.

## مقتل هيو غلاس

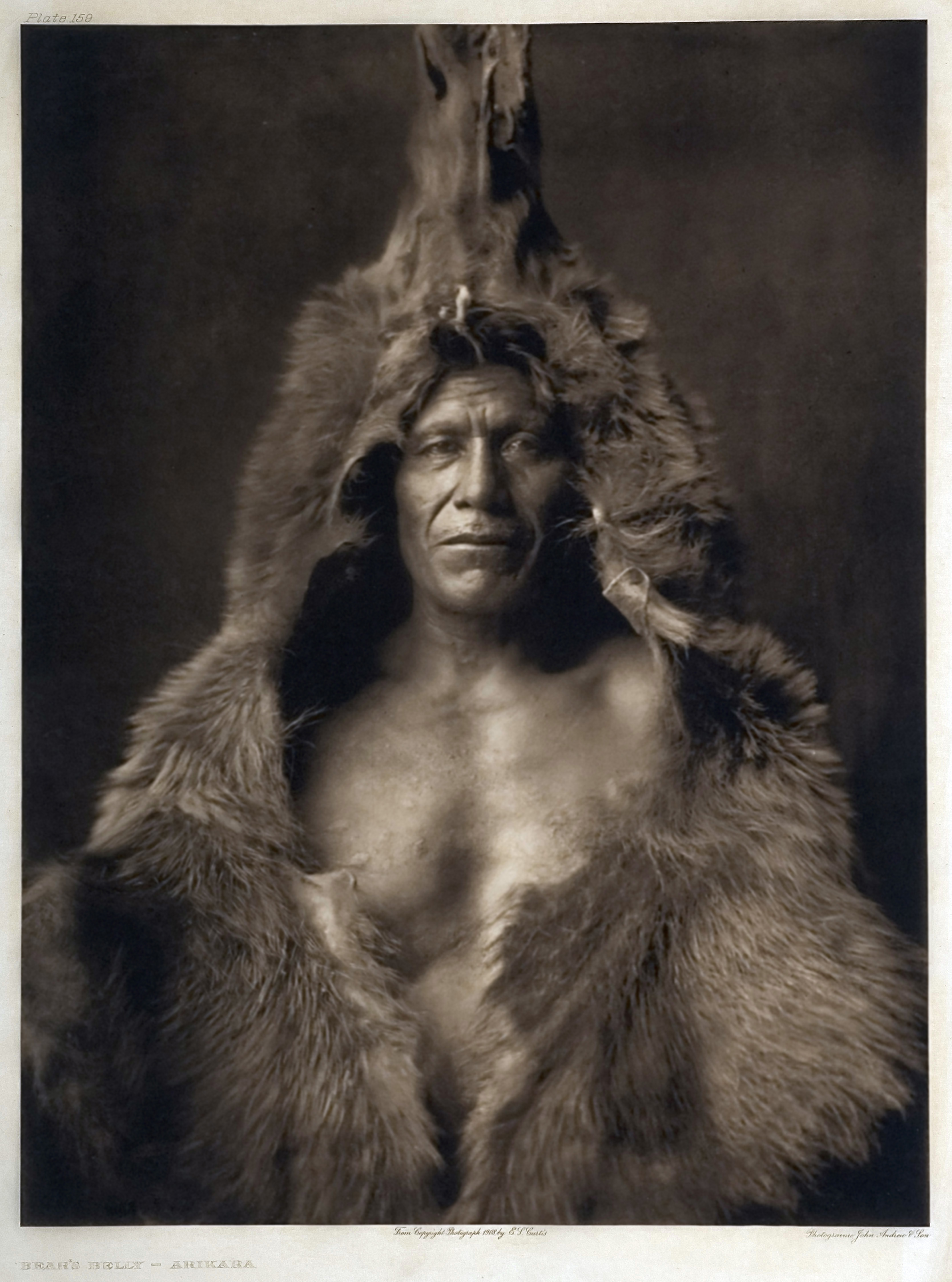
رجل من الأريكارا يرتدي فراء دب

عاد هيو للعمل كصائد للفراء. في ربيع 1833 قتل هيو واثنان من رفاقه بالقرب من نهر يلوستون على يد أفراد قبيلة أريكارا (Arikara)